# Мур, Джеймс (губернатор Южной Каролины)
Джеймс Мур (англ. James Moore, ок. 1650—1706) — английский губернатор Южной Каролины (1700—1703). Организатор и руководитель ряда походов на Испанскую Флориду во время Войны королевы Анны, когда была уничтожена большая часть испанских миссий во Флориде.

## Ранняя жизнь
Мало что известно о происхождении Джеймса Мура. Вероятно, он был сыном Роджера Мура (Рори О’Мура) (ок. 1600—1655), лидера Ирландского восстания в 1641 году. Впервые Джеймс Мур упоминается впервые в провинции Каролина в 1675 году, когда он представлял Маргарет Беррингер Йеменс, вдову сэра Джона Йеменса, в колониальном совете. Примерно в это же время он женился на Маргарет, дочери последней от первого брака.

## Политическая карьера
В 1677, 1682 и 1683 годах Джеймс Мур заседал в колониальном совете. В 1690 году он играл ведущую роль в экспедиции из Каролины в Аппалачи, чтобы изучить возможности торговли с местным индейским населением. В 1698 году он был избран в колониальную ассамблею и упоминается как правая рука сэра Джона Коллетона. В следующем 1699 году он был назван главным судьей колонии. В 1700 году Джеймс Мур был назначен губернатором колонии Каролина, заменив умершего Джозефа Блейка.
В 1683 году Джеймс Мур получил 2,400 соток (970 га) от лордов-собственников провинции Каролина.
С 1691 года Джеймс Мур был признанным лидером франции Гус-Крик, главной политической оппозиции правящей франции диссидентов. Избрание Джеймса Мура на должность губернатора в 1700 году ознаменовал собой серьезный сдвиг в политике колонии. Несогласные опротестовали «несправедливые выборы» Мура. Но лорды-собственники позаботились о том, чтобы Джеймс Мур оставался губернатором, и дали понять, что диссиденты сейчас не фаворе.
В 1700—1703 годах Джеймс Мур был британским губернатором провинции Каролина, которая позднее была разделена на Северную и Южную Каролину. В этот период новый губернатор предпринял ряд походов из Каролины на Испанскую Флориду. Он опирался на союзные индейские племена, в основном на ямаси. В 1702 году после начала войны королевы Анны Джеймс Мур во главе 500 колонистов и 300 союзников-индейцев на 14 мелких судах осуществил вторжение в Испанскую Флориду. Он двигался вдоль, уничтожая оставшиеся испанские миссии в провинциях Гуале и Мокама. Англичане и их индейские союзники опустошили окрестности города Сент-Огастин. Джеймс Мур разрушил сам город, но испанский гарнизон и союзники-индейцы укрылись в городской крепости Кастильо-де-Сан-Маркос. Осада крепости началась 10 ноября 1702 года и закончилась 30 декабря того же года. Испанцы смогли отстоять крепость. В 1703 году из-за неудачной кампании в Испанской Флориде Джеймс Мур вынужден был уйти в отставку с должности губернатора Каролины.
В 1704 году Джеймс Мур возглавил новую военную экспедицию в Западную Флориду. Он возглавил сводный отряд из 50 англичан и 1000 воинов из племен крики, ямаси и других индейских союзников. Англичане и их союзники устроили так называемую резную племени апалачей. Апалачи были последним индейским племенем, союзников испанцев в этом регионе. Их поражение в 1704 году привело к тому, что многие апалачи были разгромлены и вывезены из Чарльстона в Вест-Индию. Другие апалачи были переселены (одни добровольно, другие — насильно) на реку Саванна. В последующие годы английские колонисты из Каролины и их союзники практически стерли с лица земли индейское население Флориды на всем пути до Флорида-Кис.
Разгром племени апалачей Джеймском Муром в Испанской Флориде было расценено как крупная победа колонистов Каролины, которые десятилетиями сражались с испанцами за контроль над регионом. Он также способствовал укреплению связей между различными юго-восточными индейскими племенами и Каролиной. Племена криков и чероки стали гораздо более тесно связаны с Каролиной. С этими двумя мощными индейскими племенами в качестве союзников англичане добились доминирования над французами и испанцами на юго-востоке Северной Америки.
Джеймс Мур скончался в 1706 году от тропической болезни, возможно, желтой лихорадки. Он оставил после себя значительные долги. Его сын Джеймс Мур занимал пост губернатора Каролины в 1719—1721 годах.

## Семья
Джеймс Мур женился на Маргарет Беррингер, дочери леди Маргарет Йеманс от первого брака. Их дочь, Мэри Мур, стала женой Джоба Хоу из франции Гус-Крик. В браке у Джеймса и Маргарет было десять детей, многие их которых переселились в район Мыса Страха, где они их потомки стали известны как самая могущественная семья в регионе. Джеймс Мур был дедом бригадного генерала и участника Войны за независимость Джеймса Мура (ок. 1737—1777) и прадедом генерал-майора Роберта Хоу (1732—1786).
Семья Мур ввезла более четырёх тысяч рабов в Северную и Южную Каролину, в основном, на собственные обширные плантации и фермы в районе мыса Кейп-Фир. У Джеймса Мура был дом в Чарльстоне, а другой в районе Гус-Крик, недалеко от Чарльстона.
Представителем семьи Мур также является Альфред Мур (1755—1810), ставший судьей верховного суда США.